# Baie de Gaspé
Pour les articles homonymes, voir Gaspé.
La baie de Gaspé est une baie située sur la côte nord-est de la péninsule de Gaspé, dans le golfe du Saint-Laurent au Québec (Canada). La ville de Gaspé est située sur la rive sud de la baie, alors que les terres situées au nord de la baie font partie du parc national Forillon. 
Le général britannique James Wolfe lance un raid sur la baie au cours de la campagne du golfe du Saint-Laurent (en), un an avant le siège de Québec. 

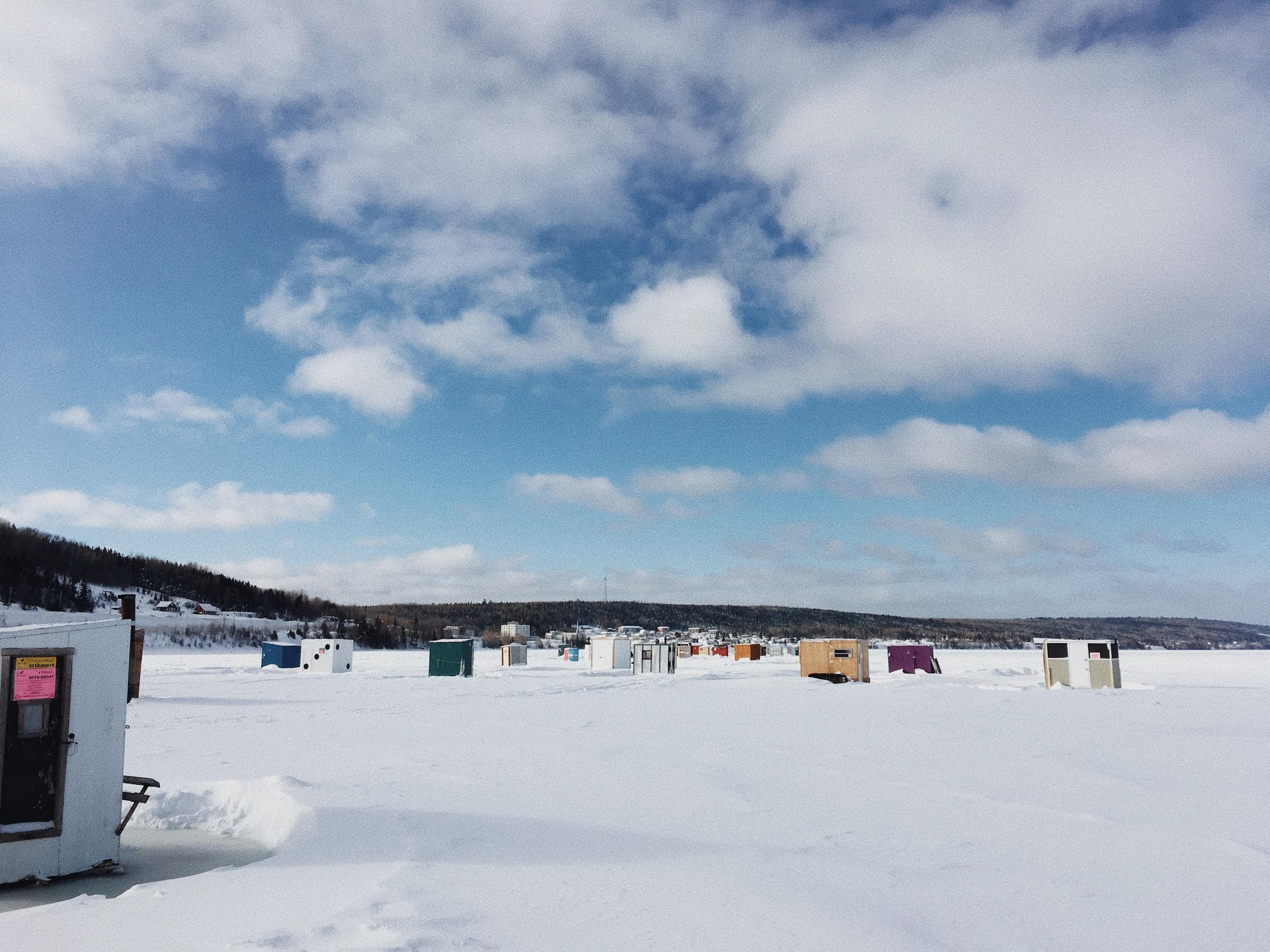
La baie de Gaspé en hiver avec ses cabanes de pêcheurs